# Хилл, Альберт
Альберт Хилл (24 марта 1889, Тутинг, Большой Лондон — 8 января 1969, Лондон, Онтарио) — британский легкоатлет, который специализировался в беге на средние дистанции. На олимпийских играх 1920 года выиграл золотые медали на дистанциях 800 и 1500 метров и серебряную медаль в командном зачёте в беге на 3000 метров. В личном первенстве бега на 3000 метров занял 7-е место.

## Биография
Родился 24 марта 1889 года в семье упаковщика канцелярских товаров Уильяма Томаса Хилла и его жены Элизабет Хадди. 21 июля 1912 года он женился на Лили Вуд, 1890 года рождения, которая родила ему двух детей. Они поселились в Лондонском районе Восточный Далуич.
Вторая мировая война вмешалась в подготовку к олимпийским играм 1916 года. Во время войны он служил во Франции, сигнальщиком ВВС Великобритании. В 1919 году вернулся на родину, и опять начал тренироваться.
В 1923 году стал помощником своего бывшего тренера Сэма Муссабини. После смерти Муссабини, он стал главным тренером клуба Polytechnic Harriers. В 1931 году к нему пришёл тренироваться школьник Сидней Вудерсон, который позже под его руководством станет двукратным чемпионом Европы. В 1947 году уехал в Канаду вместе с женой и младшей дочерью, где и умер в 1969 году.

## Спортивная карьера
В возрасте 15 лет он вступил в спортивный клуб Гейнсфорд, в котором он занимался плаванием, ездой на велосипеде и лёгкой атлетикой.
В 1907, 1908 и 1909 годах был чемпионом Лондона среди юниоров. В 1910 году стал победителем чемпионата Великобритании в беге на 4 мили. Не участвовал в чемпионатах Великобритании в 1911 и 1912 годах, поэтому не вошёл в состав сборной на Олимпиаду 1912 года.
В декабре 1912 года он поступил в спортивный клуб Polytechnic Harriers, где его тренером стал Сэм Муссабини. По его руководством он занял 2-е место на чемпионате Великобритании в беге на пол мили.
Он стал победителем национального чемпионата 1919 года в беге на пол мили и 1 милю. В 1921 году завершил спортивную карьеру.